# Arrêtés Parodi
Pour les articles homonymes, voir Parodi.
Les arrêtés Parodi de 1945, du nom du ministre du travail français de l'époque Alexandre Parodi, déterminent une grille de classement des ouvriers dans le but de régler l'attribution des salaires à une époque où ils sont fixés par l'État. Cette hiérarchisation entre manœuvres (travaux les plus simples), ouvriers spécialisés (OS - travaux supposant un bref apprentissage) et ouvriers professionnels ou qualifiés (OP ou OQ - possession d’un certificat d'aptitude professionnelle) persiste jusqu'en 1968 (bien après la fin de la fixation des salaires par l'État),.